# پی‌تی لاپیندو
پی‌تی لاپیندو (انگلیسی: PT Lapindo) شرکت نفت و گاز اندونزیایی است، که در سال ۱۹۹۰ تأسیس شد.